# Roberto Dias
Roberto Dias Branco, noto come Roberto Dias (San Paolo, 1º giugno 1943 – San Paolo, 26 settembre 2007), è stato un calciatore brasiliano, di ruolo libero o centrocampista.

## Caratteristiche tecniche
Giocava come difensore, più precisamente come libero, sebbene all'occorrenza potesse ricoprire anche il ruolo di centrocampista. Abile nei calci di punizione, dotato di una grande confidenza con il pallone, fu definito da Pelé il miglior libero del calcio brasiliano.

## Carriera

### Club
Dopo aver disputato il torneo Olimpico di Roma 1960, firmò per il San Paolo il 1º giugno 1961. Fu tra gli elementi di spicco di una squadra non particolarmente vincente, conquistandosi il favore dei tifosi grazie alle sue prestazioni specialmente negli anni 1960. Partecipò alla duplice vittoria nei campionati statali 1970 e 1971, debuttando inoltre nella prima edizione della massima serie brasiliana: scese in campo per la prima volta il 7 dicembre 1971 contro l'América-RJ al Morumbi. Tuttavia, quell'annata si concluse ben presto per Dias, che ebbe un infarto e dovette lasciare i campi da gioco fino a settembre 1972. Giocato un ultimo campionato con il San Paolo, si trasferì al CEUB e al Dom Bosco, e una volta svincolatosi passò ai messicani del Jalisco. Concluse poi la carriera nel Dom Bosco.

### Nazionale
Giocò durante Roma 1960 come centrocampista, affiancando Gérson. Segnò una doppietta nella partita contro la Regno Unito. Debuttò con la maglia della Nazionale maggiore del Brasile il 28 aprile 1963 contro la Francia al Colombes di Parigi, giocando da titolare. Partecipò prevalentemente a incontri amichevoli, chiudendo la carriera il 17 dicembre 1968 contro la Jugoslavia. Tra i papabili per la convocazione al campionato del mondo 1966, Vicente Feola gli preferì Zito.

## Palmarès

### Club

#### Competizioni nazionali
- Campionato paulista: 2

San Paolo: 1970, 1971